# Elaeocarpus hainanensis
Elaeocarpus hainanensis är en tvåhjärtbladig växtart som beskrevs av Daniel Oliver. Elaeocarpus hainanensis ingår i släktet Elaeocarpus och familjen Elaeocarpaceae. Utöver nominatformen finns också underarten E. h. brachyphyllus.